# Elezioni generali in Honduras del 2005
Le elezioni generali in Honduras del 2005 si tennero il 27 novembre per l'elezione del Presidente e il rinnovo del Congresso nazionale, contestualmente alle elezioni del Parlamento centro-americano.

## Risultati

### Elezioni presidenziali
| Candidati                     | Partiti                                     | Voti      | %     |
| ----------------------------- | ------------------------------------------- | --------- | ----- |
| Manuel Zelaya Rosales         | Partito Liberale dell'Honduras              | 999 006   | 49,90 |
| Porfirio Lobo Sosa            | Partito Nazionale dell'Honduras             | 925 243   | 46,22 |
| Juan Ángel Almendares Bonilla | Partito di Unificazione Democratica         | 29 754    | 1,49  |
| Juan Ramon Martinez           | Partito Democratico Cristiano dell'Honduras | 27 812    | 1,39  |
| Carlos Sosa Coello            | Partito di Innovazione e Unità              | 20 093    | 1,00  |
| Totale                        | Totale                                      | 2 001 908 | 100   |

### Elezioni parlamentari
| Liste                                       | Voti       | %     | Seggi |
| ------------------------------------------- | ---------- | ----- | ----- |
| Partito Liberale dell'Honduras              | 7 746 806  | 44,84 | 62    |
| Partito Nazionale dell'Honduras             | 6 983 056  | 40,42 | 55    |
| Partito di Unificazione Democratica         | 979 480    | 5,67  | 5     |
| Partito di Innovazione e Unità              | 805 413    | 4,66  | 2     |
| Partito Democratico Cristiano dell'Honduras | 760 161    | 4,40  | 4     |
| Totale                                      | 17 274 916 | 100   | 128   |